# Reyhanlıspor
Reyhanlıspor ist ein türkischer Fußballverein aus Reyhanlı, einer Stadt, die der Provinz Hatay angehört.

## Geschichte
Der Verein wurde 1946 in Reyhanlı gegründet. Größter Erfolg des Vereins bisher war der Aufstieg in die 2. Futbol Ligi in der Saison 1985/86. Am Ende der Saison erreichte man mit 36 Punkten und einem Punkt Vorsprung  vor Islahiyespor den ersten Platz, was den sofortigen Aufstieg bedeutete.
In der 2. Futbol Ligi konnte sich der Verein jedoch nicht halten und musste als 15. Platz, einem direkten Abstiegsplatz, wieder absteigen. Der Klassenerhalt wurde knapp verfehlt, da Bayburtspor 27 Punkte hatte und Reyhanlıspor 25 Punkte. Der Wiederaufstieg gelang nicht. Mittlerweile spielt der Verein in der Bölgesel Amatör Lig.

## Ligazugehörigkeit
- TFF 2. Lig: 1986–1987
- TFF 3. Lig: 1984–1986, 1987–1992
- Bölgesel Amatör Lig: 2013-
- Amateurliga: 1946–1984, 1992–2013